# Marek Żwirski
Marek Żwirski (ur. 15 sierpnia 1955 w Warszawie) – polski urzędnik państwowy, w latach 2001–2005 podsekretarz stanu w Kancelarii Prezesa Rady Ministrów.

## Życiorys
23 października 2001 został zastępcą szefa Kancelarii Prezesa Rady Ministrów w rządzie Leszka Millera. Utrzymał je w dwóch gabinetach Marka Belki. Zakończył pełnienie funkcji 14 września 2005.